# Bedotia madagascariensis
Bedotia madagascariensis är en fiskart som beskrevs av Regan, 1903. Bedotia madagascariensis ingår i släktet Bedotia och familjen Bedotiidae. IUCN kategoriserar arten globalt som nära hotad. Inga underarter finns listade.